# アカンサス (装飾)

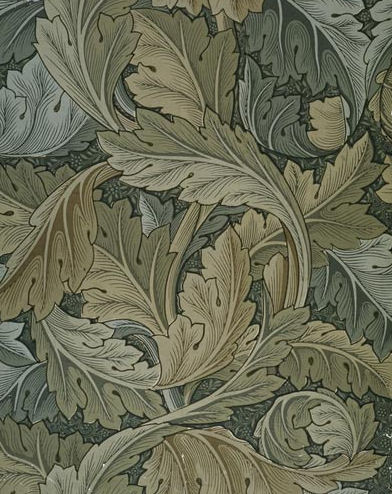
ウィリアム・モリスによるデザイン

アカンサスは、葉を表す装飾の中でも、非常に一般的なものである。「アカンサス文様」とは、古代ギリシア・ローマで流行した、西洋アザミがモチーフの模様を指す。古代ギリシャ以来、アカンサスの葉は建築物や内装のモチーフとして使用されてきた。
建築意匠の場合は、地中海産のアカンサス・スピノザ種の葉が岩石や材木に彫刻される。アザミやポピー、パセリの葉に若干の類似点が見られる。

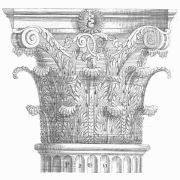
コリント式の柱頭（ナポリのカストルとポルックス神殿） - パラディオの『建築四書』より

アカンサスの装飾は、コリント式やコンポジット式のオーダーの柱頭、フリーズなど様々な部分に現れる。
古代ギリシア文化がこの装飾の起源であり、渦を巻く葉の先端はローマ人によって磨きをかけられた。
アカンサスのデザインの人気は、ビザンティン、ロマネスク、ゴシック建築の時期まで続き、ルネサンス期に復興、現在まで支持され続けている。
アカンサスの装飾は、建物内装のクラウン・モールディングに用いられる。中世やルネサンス期に、特に彫塑や木彫、フリーズにも用いられた。
アカンサスの装飾と植物との関係は、長年論争の的となってきた。有名なものとしては、アロイス・リーグルが自著『美術様式論 Stilfragen』で、アカンサス装飾はもともとはパルメット、すなわち扇形の葉を持つヤシを彫刻したものとして始まり、その後アカンサス・スピノザ種に似ているとされたにすぎないと主張している。